# Bantenahalli, Belur
Bantenahalli là một làng thuộc tehsil Belur, huyện Hassan, bang Karnataka, Ấn Độ.